# Мішелл Говард
Мішелл Джанін Говард (англ. Michelle Janine Howard; нар. 30 квітня 1960, Марч, Ріверсайд, Каліфорнія, США) — американська військова діячка, адмірал Військово-морських сил США, відома тим, що стала першою американською жінкою, яка досягнула чотиризіркового адміральського звання. 38-й заступник керівника військово-морськими операціями з 1 липня 2014 року по 31 травня 2016 року.
Народилася на авіабазі в Каліфорнії в сім'ї офіцера Повітряних сил США. Ще в дитинстві зіткнулася з дискримінацією за статтю та кольором шкіри. Після зняття обмежень на службу жінок в Збройних силах у 1982 році закінчила Військово-морську Академію США й була зарахована до Військово-морських сил США. Почавши зі служби на USS Lexington, згодом займала низку відповідальних посад. Взяла участь у кількох військових операціях, зокрема у війні в Перській затоці.
1998 року закінчила Командно-штабний генеральний коледж Армії США. Наступного року її призначено командиром великого десантного корабля «USS Rushmore», ставши першою жінкою-афроамериканкою на цій посаді у всьому флоті. Займала кілька командних постів, де нерідко була першою і єдиною жінкою. 2006 року отримала звання контр-адмірала нижнього ступеня, 2009-го — верхнього ступеня, а 2012 року — віце-адмірала. 2014 року її підвищено до повного адмірала, ставши першою жінкою на цій посаді за всю історію США. Після цього обіймала посади заступника керівника військово-морськими операціями і командувача Військово-морськими силами США у Європі та Африці (2016—2017). 2017 року вийшла у відставку після 35 років військової служби. Одружена з колишнім морським піхотинцем, дітей немає. Має численні військові та громадські нагороди, кавалер французького ордена Почесного легіону.

## Життєпис

### Молоді роки
Мішелл Джанін Говард народилася 30 квітня 1960 року на авіабазі Марч в окрузі Ріверсайд (штат Каліфорнія). Вона стала четвертою дитиною в сім'ї Ніка Кларенса Говарда, афроамериканця та майстер-сержанта ВПС США, і Філіппи Говард, британки і випускниці Оксфордського університету.
Мішелл знаходила натхнення в біографіях Гаррієт Табмен, Фредеріка Дугласа, солдатів «Буффало», вважаючи моральним прикладом Мартіна Лютера Кінга. Згодом вона згадувала, що в 5 років інша дитина обізвала її словом «ніґґер», після чого вона побігла додому, де батько підняв свою дочку на руки і почав трясти: «Ти звикнеш до цього. Тобі доведеться впоратися з цим. Це та країна, в якій ти живеш. Припини плакати».
У 12 років, після перегляду документального фільму про Військово-морські сили США, Мішель твердо вирішила обрати військову кар'єру попри те, що жінкам було заборонено служити в збройних силах. Її мати тоді сказала: «Якщо через шість років твоє бажання не ослабне, ти повинна подати заяву, і якщо тобі відмовлять, то ми подамо в суд на уряд». Цього робити не довелося, оскільки заборону скасували вже 1976 року, коли Мішелл виповнилося 16 років.

### Військова служба

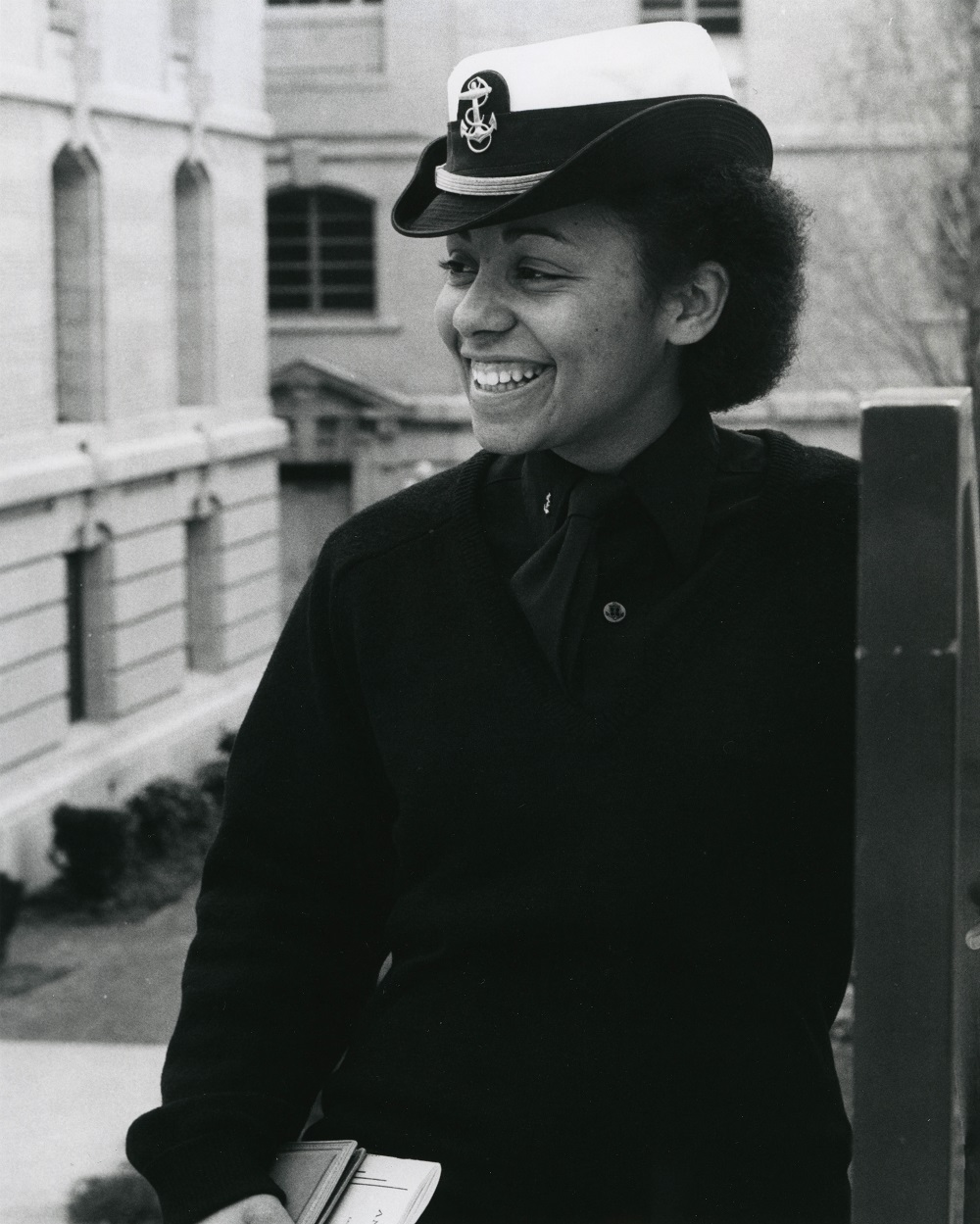
Під час навчання у Військово-морській академії, 1980 рік

1978 року Говард закінчила середню школу Гейтуей в Орорі (штат Колорадо). Того ж року, коли їй було 17, вона вступила до Військово-морської академії США в Аннаполісі (штат Меріленд), ставши курсантом лише третього на той час класу, набраного з жінок, і однією з семи жінок-афроамериканок в класі № 1363. 1982 року Говард закінчила академію зі ступенем бакалавра в галузі математики і зі званням енсіна. Потім вона також закінчила школу офіцерів бойових надводних дій в Ньюпорті, штат Род-Айленд.
На початку своєї кар'єри Говард служила на борту плавучої бази підводних човнів «USS Hunley» та авіаносця «USS Lexington», зокрема на палубі, в ремонтній секції та інженерному відділенні. За своїми словами, спочатку вона стикалася з забобонами через її афроамериканську ідентичність, а не приналежність до жіночої статі, і її погано приймав колектив, у якому тоді не було жодної жінки, але зрештою освоїлася завдяки своїй доброзичливості, гарній роботі й почуттю гумору. Щоб поскаржитися, одного разу Мішелл зателефонувала своїй матері, але та відповіла: «Там твоє місце. Поки ти у флоті, це не припиниться. Прийми це або піди з флоту».
У 1987—1990 роках Говард навчалася у військово-морській амфібійній школі в Коронадо (штат Каліфорнія), яку закінчила з відзнакою, здобувши інженерну освіту. У 1990 році вона стала головним інженером на борту транспорту боєприпасів «USS Mount Hood» і на цій посаді взяла участь в операціях «Щит у пустелі» та «Буря в пустелі» в ході війни в Перській затоці. У липні 1992 року в званні першого лейтенанта Говард приступила до служби на борту транспорту боєприпасів «USS Flint». У грудні 1993 року її перевели в Бюро військово-морського персоналу і призначили начальником штабу по взаємодії Міністерства військово-морських сил з Консультативним комітетом міністерства оборони у справах жінок-військовослужбовців.

«USS Rushmore»

У січні 1996 року Говард стала начальником штабу великого десантного корабля «USS Tortuga» і на цій посаді її спрямували в Адріатичне море для участі в операції «Об'єднане зусилля» з підтримання миру в колишній Югославії. У той час до її обов'язків належали контроль за штивкою снарядів, ракетних прискорювачів і боєприпасів, а також їх передачею в море. Через 60 днів після повернення з Середземного моря Говард взяла участь у західноафриканському навчальному турі спільно з підрозділами Корпусу морської піхоти і Берегової охорони США, а також військово-морськими силами семи африканських країн. 1998 року вона закінчила Командно-штабний генеральний коледж Армії США на базі Форт Лівенворт, штат Канзас, зі ступенем магістра військового мистецтва та науки з ухилом в галузі історії. 12 березня 1999 року Говард стала командиром 15 000-тонного «USS Rushmore», очоливши команду з 400 моряків і 350 морських піхотинців. У 39 років вона стала першою жінкою-афроамериканкою, яка взяла на себе командування кораблем Військово-морського флоту США. Корабель під командуванням Говард взяв участь в операціях «Сталева магія» і «Червоний риф» спільно з військово-морськими силами Об'єднаних Арабських Еміратів і Саудівської Аравії, а також став першим за 10 років американським військово-морським судном, яке зайшло в Доху, Катар.

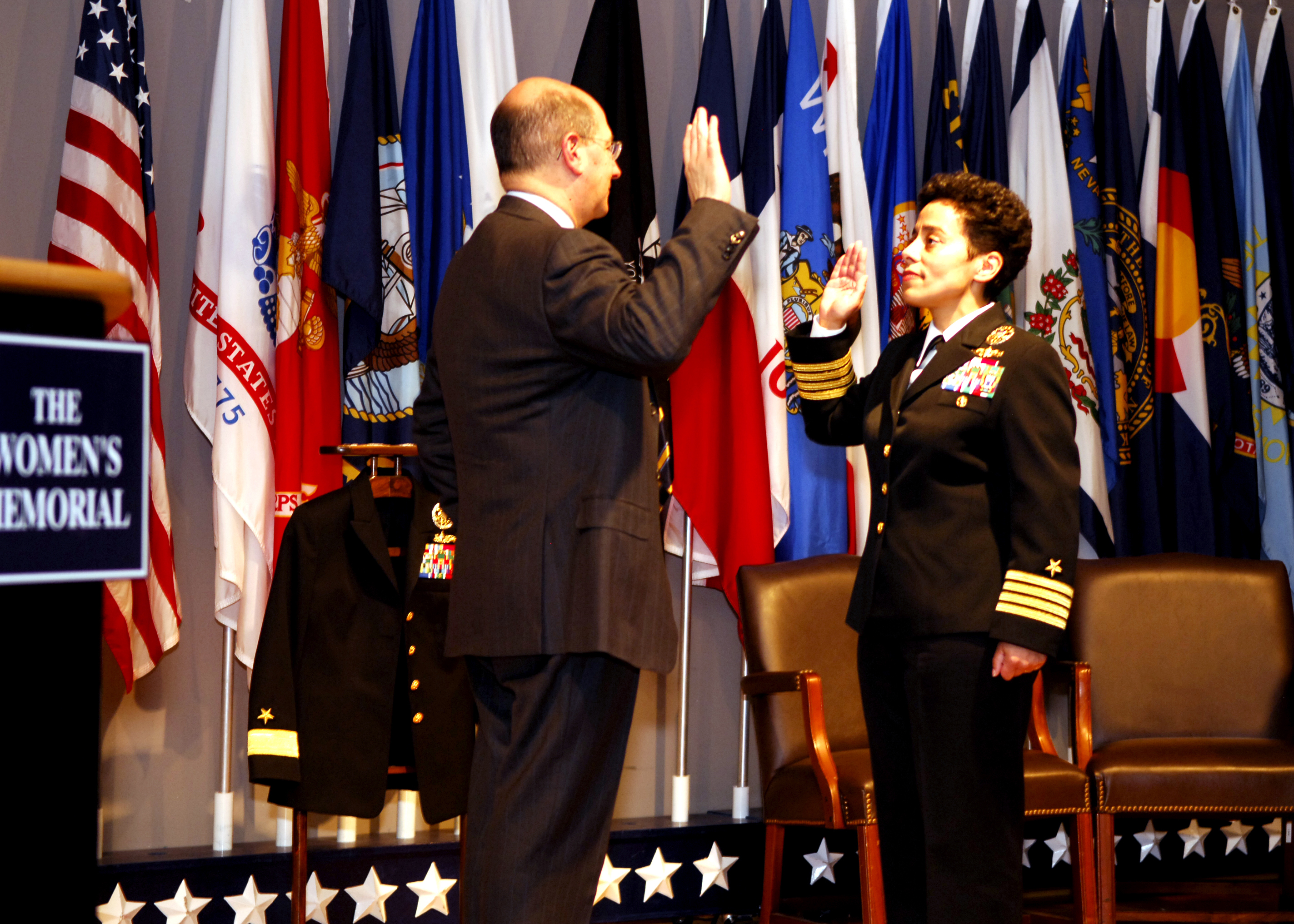
Присвоєння звання контр-адмірала нижнього ступеня, 20 квітня 2007 року

З листопада 2001 року по лютий 2003 року Говард обіймала посаду начальника штабу з глобальних операцій (J-3) Об'єднаного комітету начальників штабів у Пентагоні. З лютого 2003 року по лютий 2004 року була асистентом директора з операцій Об'єднаного комітету начальників штабів. З травня 2004 року по вересень 2005 року Говард перебувала на посаді командира 7-ї амфібійної ескадри у складі трьох кораблів, які виконували завдання з перевезення військ і обладнання для підтримки підрозділів Корпусу морської піхоти США. Під її командуванням ескадра разом з 5-ю експедиційною ударною групою брала участь в операціях з надання допомоги жертвам цунамі в Індонезії і щодо забезпечення морської безпеки в північній частині Перської затоки. У грудні 2005 — червні 2006 років Говард обіймала посаду заступника директора N3 Управління керівника військово-морськими операціями.
19 травня 2006 року Говард підвищено до однозіркового звання контр-адмірала нижнього ступеня, ставши першим адміралом з класу Військово-морської академії США 1982 року і першою випускницею Військово-морської академії США, підвищеною до рангу з прапором (першою жінкою зі званням контр-адмірала у Військово-морському флоті США була Ліліан Фішберн). З липня по грудень 2006 року Говард обіймала посаду заступника директора відділу експедиційної війни начальника Управління військово-морських операцій, а в період з січня 2007 року по січень 2009 року перебувала на посаді старшого військового помічника міністра Військово-морських сил зі штаб-квартирою у Вашингтоні (округ Колумбія). 19 червня 2009 року її підвищено до двозіркового звання контр-адмірала верхнього ступеня, після чого повернулася на службу в море.

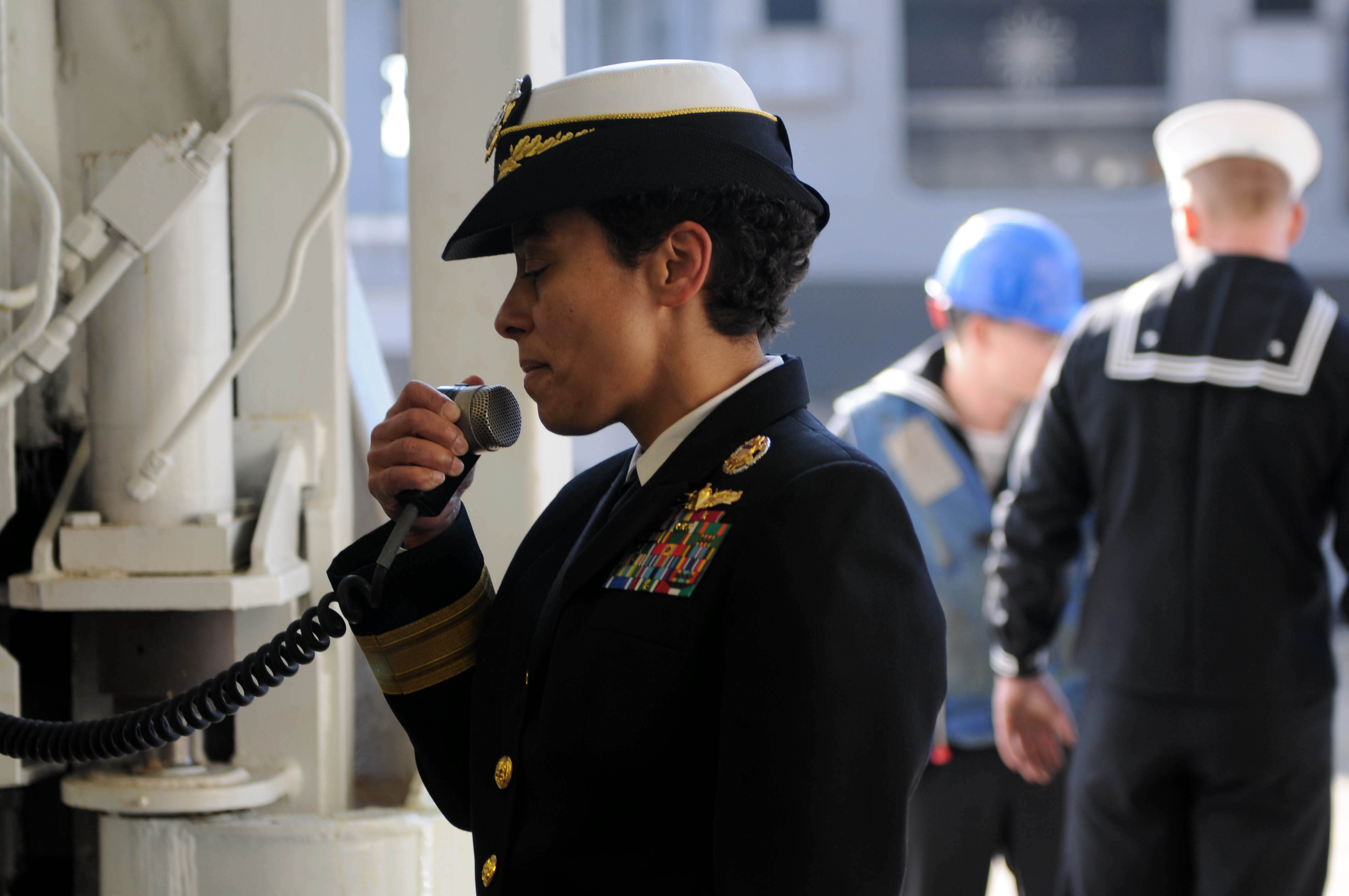
Контр-адмірал Говард, командир 2-ї експедиційної ударної групи

З 5 квітня 2009 року по 19 липня 2010 року Говард була командиром оперативної групи 5-го флоту США у складі 2-ї експедиційної ударної групи, 51-ї, 59-ї та 151-ї оперативних груп, що базувались на борту десантного корабля-амфібії «USS Boxer» і мала у своєму складі 40 кораблів, 175 літальних апаратів і 21 тисячу осіб. Вона стала першою жінкою на цих постах; її попередником був контр-адмірал Теренс Макнайт, а наступником — контр-адмірал Кевін Скотт. У складі Багатонаціональних оперативних сил Говард була спрямована на оперативний театр Центрального командування США, де взяла участь в операції по боротьбі з піратством в Індійському океані, в зоні узбережжя Сомалі та Аденської затоки. У квітні 2009 року вона особисто керувала проведенням п'ятиденної операції зі звільнення захопленого піратами вантажного судна «MV Maersk Alabama», що закінчилася 12 квітня порятунком його капітана Річарда Філліпса переважно за допомогою спеціальних сил, залучених з борту «USS Bainbridge». У зв'язку з цим Говард стала знаменитістю: за подіями порятунку капітана Філліпса 2013 року знято однойменний фільм, хоча героїні Говард там не було, проте її голос звучить у кіно по рації.

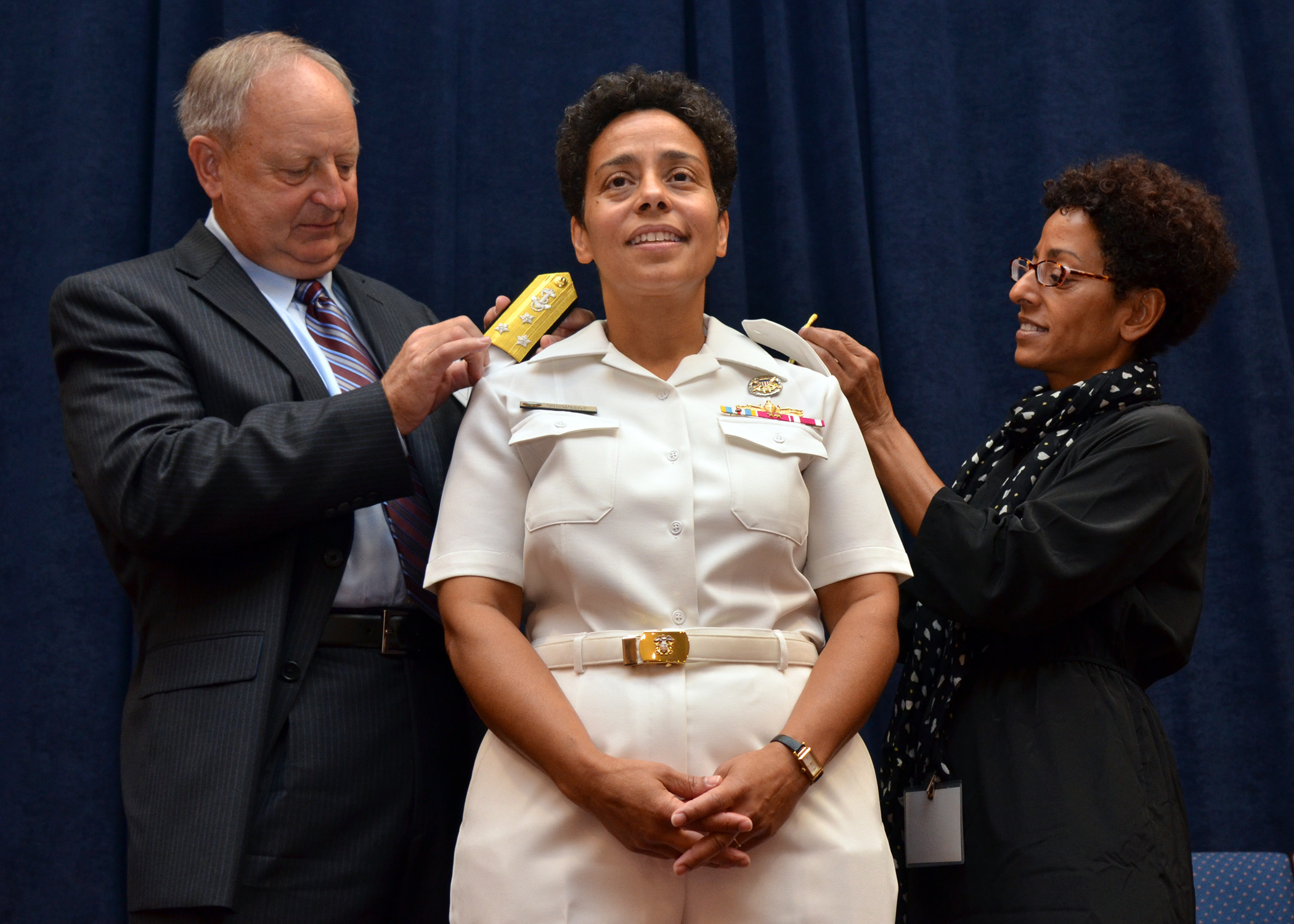
Присвоєння звання віце-адмірала, 24 серпня 2012 року

7-19 червня 2010 року Говард була командиром Морської оперативної групи з балтійських операцій у складі 6-го флоту США, що займалась зміцненням взаємодії та співпраці зокрема між Бельгією, Данією, Естонією, Фінляндією, Францією, Німеччиною, Латвією, Литвою, Польщею, Росією, Швецією і США. У період з серпня 2010 року по липень 2012 року вона перебувала на посаді начальника штабу директора зі стратегічних планів і політики (J-5) Об'єднаного комітету начальників штабів. 24 травня 2012 року Говард підвищено у званні до віце-адмірала, ставши першою жінкою-афроамериканкою, яка досягнула тризіркового адміральського звання. З 24 серпня 2012 року по 15 липня 2013 року Говард обіймала посаду заступника командувача Командуванням сил флоту США зі штаб-квартирою в Норфолку, штат Вірджинія. Її попередником був віце-адмірал Девід Басс, а наступником — віце-адмірал Нора Тайсон. Потім Говард призначено на посаду заступника начальника військово-морських операцій з операцій, планів та стратегії (N3/N5).

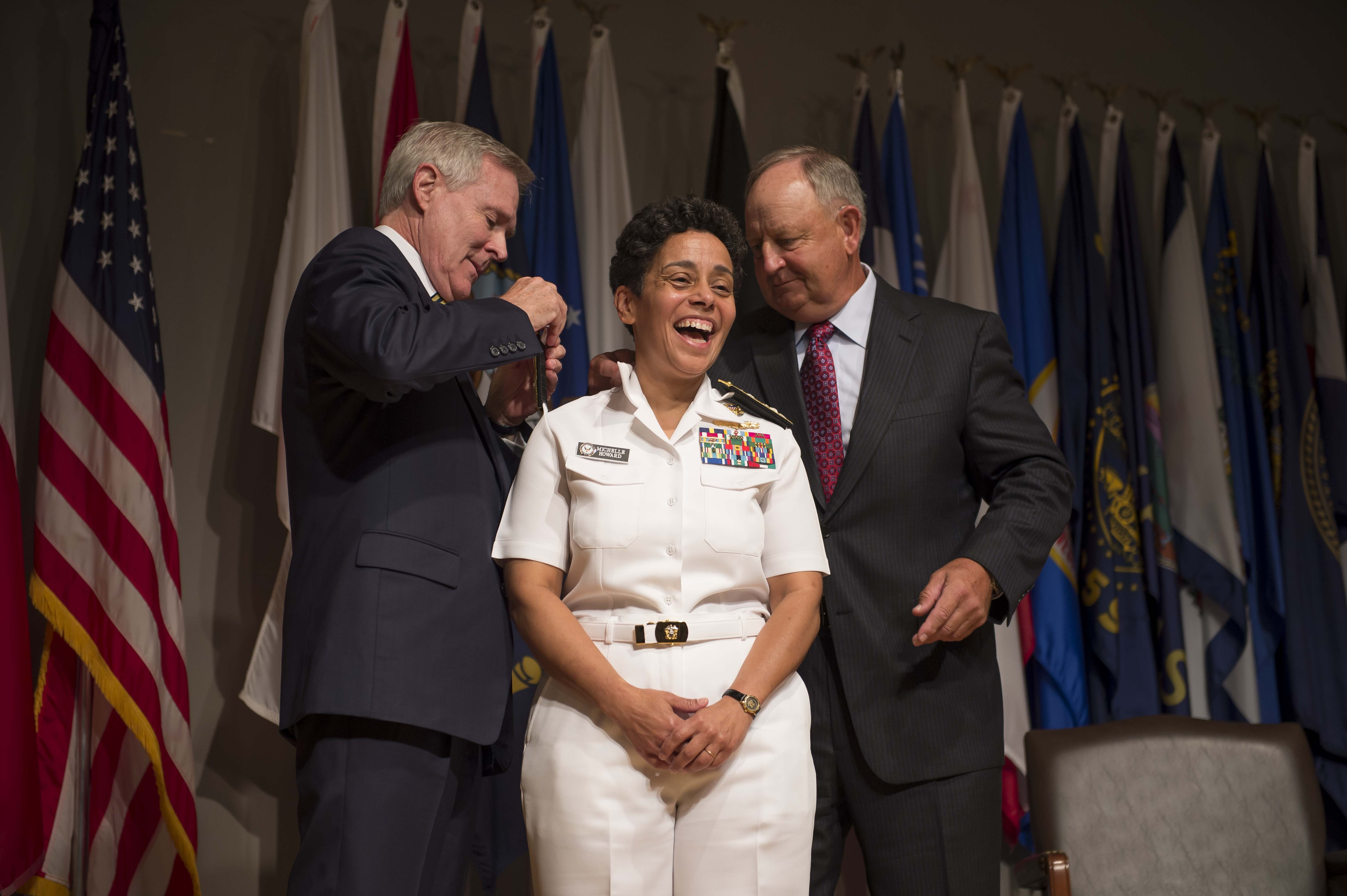
Церемонія присвоєння звання адмірала, 1 липня 2014 року

13 грудня 2013 року Міністр оборони США Чак Гейгель оголосив про те, що президент Барак Обама вніс на розгляд Сенату кандидатуру Мішель Говард для підвищення її у званні до адмірала. Пропозицію Обами попросила підтримати голова Конгресіонального чорного кокусу Марсія Фадж, яка відзначила, що й надалі «віце-адмірал Говард продовжить служити нашій країні з такою ж честю і відданістю, які вона проявила впродовж усієї своєї військово-морської кар'єри». 20 грудня Сенат схвалив підвищення, причому без заперечень. Завдяки цьому історичному рішенню Говард стала першою жінкою, яка досягла чотиризіркового звання за всю 236-річну історію Військово-морського флоту США, хоча першою жінкою — чотиризірковим генералом в Армії ще 2008 року стала Енн Данвуді. Церемонія присвоєння звання пройшла 1 липня 2014 року на території меморіалу «Жінки на військовій службі Америці» біля національного цвинтаря в Арлінгтоні (штат Вірджинія). Зірки на погонах Говард прикріпили її чоловік Вейн Коулз і міністр Військово-морських сил Рей Мабус. Оскільки зріст Говард становить лише 1,5 метра, то їй довелося замовити собі спеціальні погони. У день підвищення до адмірала на церемонії в Пентагоні Говард офіційно обійняла пост заступника керівника військово-морськими операціями, ставши 38-ю людиною і першою жінкою на цій посаді і змінивши адмірала Марка Фергюсона III. 31 травня 2016 року вона залишила цей пост, передавши на церемонії в Пентагоні повноваження адміралові Вільяму Морану.

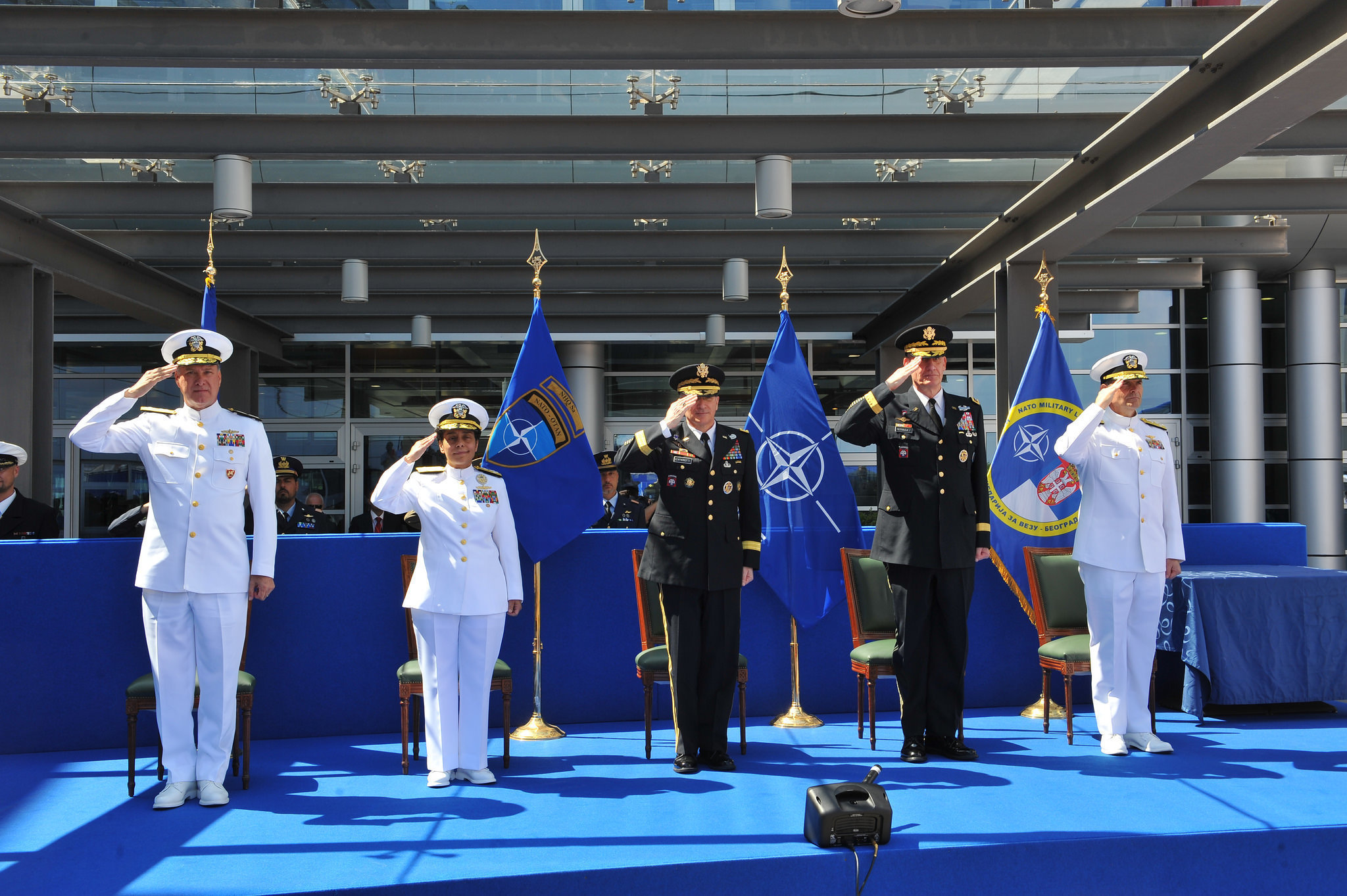
Отримання командування «Неаполь», 7 червня 2016 року

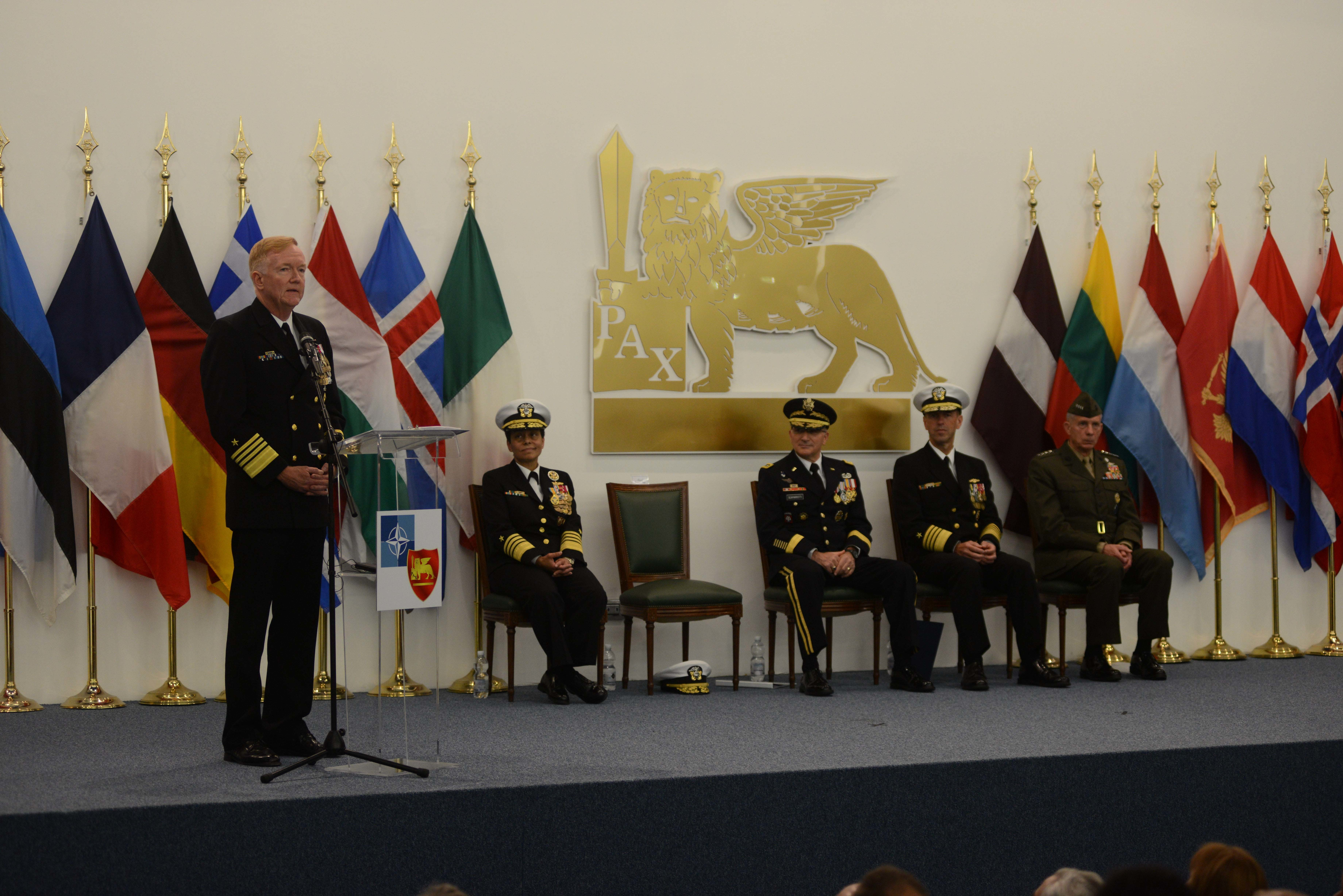
Передача командування «Неаполь», 20 жовтня 2017 року

19 травня 2016 року міністр оборони Еш Картер оголосив про те, що президент Обама висунув кандидатуру Говард для перепризначення у званні адмірала і призначення на посаду командувача Командування ВМС США у Європі та Африці, що 26 травня схвалив Сенат. 7 червня того ж року на церемонії в Неаполі Говард офіційно заступила на посаду командувача Командуванням об'єднаними збройними силами «Неаполь» і Військово-морськими силами США у Європі та Африці, ставши 29-ю людиною на цих посадах і змінивши адмірала Фергюсона III. Так Говард стала першою жінкою — чотиризірковим адміралом, що взяла на себе командування оперативними силами, яким довелося зіткнутися зі збільшенням військово-морської активності з боку Росії. 20 жовтня 2017 року Говард залишила посаду командувача Командуваннями «Неаполь» і «Європа» — «Африка», передавши повноваження адміралові Джеймсу Фогго III. 1 грудня того ж року вийшла у відставку у віці 57 років і після 35 років військової служби.
Наприкінці 2016 — на початку 2017 року обраний Президент США Дональд Трамп розглядав Говард як кандидата на посаду міністра у справах ветеранів, яку в підсумку посів Девід Шулкін.

## Особисте життя
У липні 1989 року Мішель Говард вийшла заміж за Вейна Коулза, співробітника служби безпеки і колишнього морського піхотинця. Дітей немає. Цікавиться військово-морською історією, захоплюється риболовлею. Не вважає, що її досягнення залежали від афроамериканської ідентичності або приналежності до жіночої статі, оскільки «життя складається з того, що ти робиш сам, і жінка може зробити все, до чого прагне».

## Відзнаки
- 1987: Премія Вініфред Коллінс[en] від міністра військово-морських сил і Військово-морської ліги[en][17][25].
- 2008: Премія «Технолог року» в категорії «Кар'єрні досягнення» від Національної конференції кольорових жінок[73][74][75].
- 2009: Премія «Сильні чоловіки і жінки» від «Dominion»[76].
- 2010: Внесення в Залу слави «Career Communications Group, Inc.»[77][78].
- 2011: Премія «Жінка року» від «Об'єднаних організацій обслуговування[ru]»[79][80].
- 2011: Членство в Раді відвідувачів Військово-морської академії США[81].
- 2013: «NAACP Image Award» в категорії Chairman's Award[en] від Національної асоціації сприяння прогресу кольорового населення[82][83].

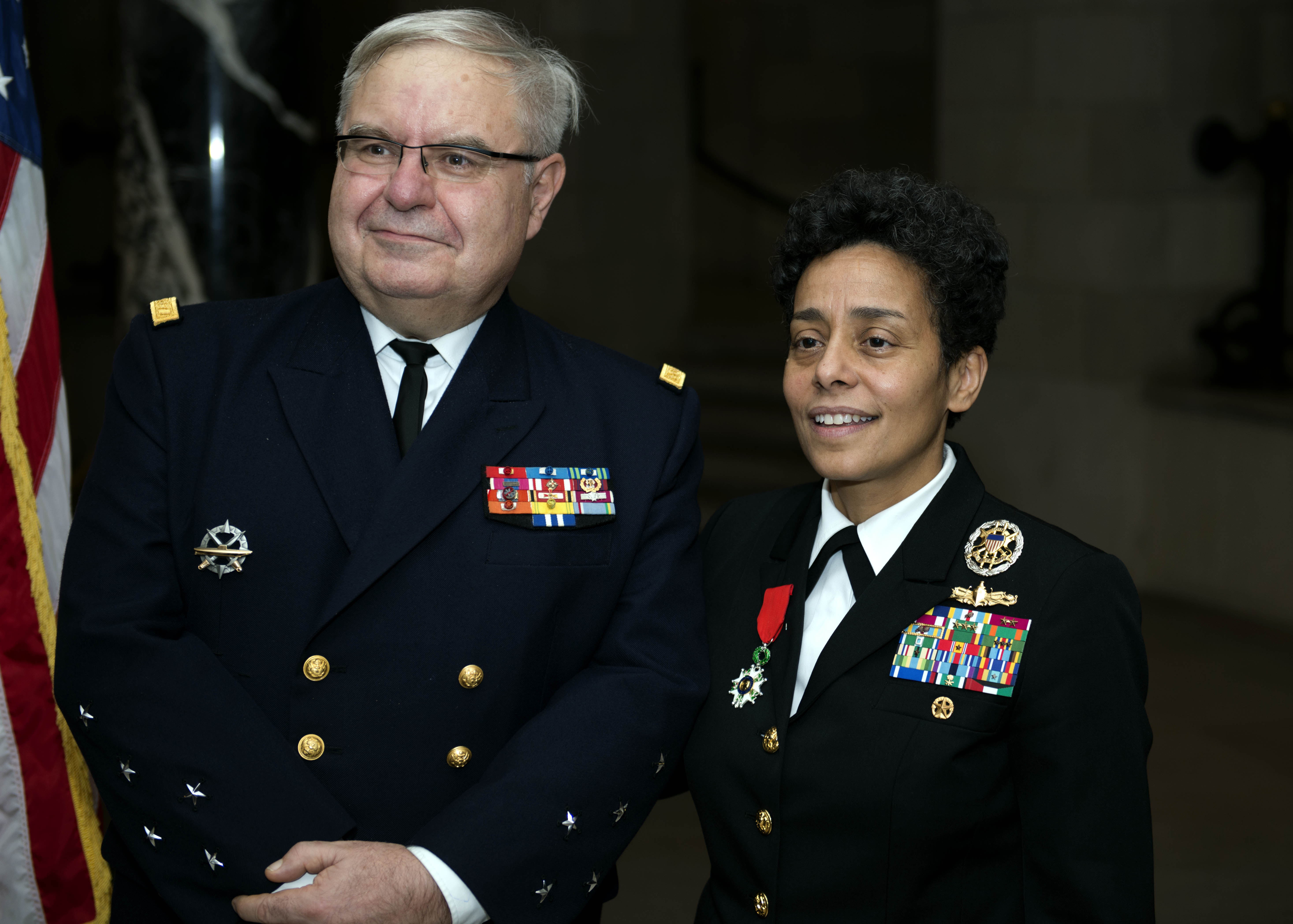
Нагороджений французьким орденом Почесного легіону. 10 грудня 2015 року

- 2014: Гостя першої леді США Мішель Обами на оголошенні президентського послання «Про становище країни»[84].
- 2014: Премія «Національний герой» від «Thurgood Marshall College Fund[en]»[85].
- 2015: Орден Почесного легіону ступеня кавалера (Франція; вручений начальником штабу Військово-морських сил[fr] адміралом Бернаром Рогелем[fr] на церемонії в Крипті Джона Поля Джонса в каплиці[en] військово-морської академії в Аннаполісі, штат Меріленд)[86].
- 2015: почесний докторський ступінь від Політехнічного інституту Ренсселера[87][88][89].
- 2015: Премія Товариства Енні Оуклі від Національного музею ковбоїв і спадщини Заходу[en][90].
- 2016: Почесний ступінь доктора гуманітарних наук[en] від університету штату Північна Кароліна[91][92][93].
- 2017: Премія «За видатні лідерські якості» від Атлантичної ради[94][95][96][97][98].
- 2018: Премія «За наснагу величчю» від «KPMG» та Асоціації професійних гравців гольфу США[ru][99][100].